# 邪気
| ウィキペディアには「邪気」という見出しの百科事典記事はありません（タイトルに「邪気」を含むページの一覧/「邪気」で始まるページの一覧）。 代わりにウィクショナリーのページ「邪気」が役に立つかもしれません。 |